# Psychoda setistyla
Psychoda setistyla és una espècie d'insecte dípter pertanyent a la família dels psicòdids.

## Descripció
- La larva pot atènyer els 4,2 mm de llargària màxima.[5]

## Distribució geogràfica
Es troba a Nova Zelanda.